# Gare d'Awa-Kamogawa
La gare d'Awa-Kamogawa (安房鴨川駅, Awa-Kamogawa-eki) est une gare ferroviaire de la ville de Kamogawa, dans la préfecture de Chiba au Japon. Elle est exploitée par la compagnie JR East.

## Situation ferroviaire
La gare d'Awa-Kamogawa est située au point kilométrique (PK) 119,4 de la ligne Uchibō et au PK 93,3 de la ligne Sotobō.

## Histoire
La gare a été inaugurée le 11 juillet 1925.

## Service des voyageurs

### Accueil
La gare dispose d'un bâtiment voyageurs, avec guichets, ouvert tous les jours.

### Desserte
- Ligne Sotobō :
  - voies 1 et 2 : direction Katsūra, Chiba et Tokyo
- Ligne Uchibō :
  - voie 3 : direction Tateyama, Kisarazu et Chiba

### Intermodalité

#### Autobus
| Arrêt de bus                  | Nom                     | Via                                       | Destination                   | compagnie                  | Note |
| ----------------------------- | ----------------------- | ----------------------------------------- | ----------------------------- | -------------------------- | ---- |
| Awa-Kamogawa eki（West Exit） | Accsea                  | Kisarazu-Kaneda                           | Tokyo Tour de Tokyo Shinonome | Nitto Kotsu Keisei Bus     |      |
| Awa-Kamogawa eki（West Exit） | Kapina                  | Kameyama-Fujibayadhi Ohashi・Kururi・Soga | Chiba                         | Nitto Kotsu Chiba Chuo Bus |      |
| Awa-Kamogawa eki（West Exit） | Seavalley               | Kisarazu-Kaneda                           | Shibuya Futako-tamagawa       | Nitto Kotsu Tokyu Transsés |      |
| Awa-Kamogawa eki（West Exit） | Ligne Kisarazu-Kamogawa | Kisarazu                                  | AEON MALL Kisarazu            | Nitto Kotsu                |      |
| Awa-Kamogawa eki（West Exit） | Ligne Kimikamo          | Kimitsu Furusato-bussannkan               | Kimitsu                       | Nitto Kotsu                |      |
| Kamogawa eki                  | Navette                 |                                           | Kamogawa Seaworld             | Nitto Kotsu                |      |